# 下ノ郷村
下ノ郷村（しものごうむら）は、かつて新潟県中頸城郡にあった村。

## 沿革
- 1889年（明治22年）4月1日 - 町村制の施行により、中頸城郡中正善寺村、下正善寺村、滝寺村、福岡村、飯村、茶新田村、大貫村、宇津尾村、上綱子村及び中ノ俣村の区域をもって、中頸城郡下ノ郷村が発足する。
- 1901年（明治34年）11月1日 - 中頸城郡下ノ郷村及び北大崎村が合併して、中頸城郡金谷村が発足する。